# Etsy
Etsy és un lloc web de comerç electrònic centrat en articles fets a mà o de tipus vintage, així com materials d'art i artesania. Aquests articles cobreixen una àmplia gamma que inclou productes d'art, fotografia, roba, joieria, comestibles, bany i bellesa, edredons, llaminadures i joguines. Tots els articles vintage han de tenir com a mínim 20 anys. Aquests articles van des de botes velles o patins de gel, a vestits, barrets i bufandes. El lloc segueix la tradició de les fires d'artesania oberta, oferint als venedors botigues personals, on poden llistar els seus objectes amb un cost de $ 0.20. S'ha comparat a un encreuament astut entre Amazon i eBay, o amb el soterrani de l'àvia.